# Les Ailes (film, 1966)
Pour les articles homonymes, voir Les Ailes.
Pour plus de détails, voir Fiche technique et Distribution.
Les Ailes (Крылья, Krylya) est un film soviétique réalisé par Larissa Chepitko et sorti en 1966.

## Synopsis
Nadezhda Petroukhina, ancienne pilote de chasse auréolée de nombreuses victoires, ne peut oublier son passé à la fois glorieux et dramatique. Ses blessures de guerre ne lui permettent plus d'exercer le métier d'aviatrice. Bien qu'elle soit devenue une femme respectable, directrice d'une école d'apprentissage et députée au Conseil communal, elle se sent seule et incomprise. Ses rêveries autour du terrain d’aviation lui rappellent l’appel du ciel.

## Fiche technique
- Titre du film : Les Ailes
- Titre original : Крылья (Krylya)
- Production : Mosfilm
- Réalisation : Larissa Chepitko
- Scénario : Valentin Ezhov, Natalia Riazantseva
- Photographie : Igor Slabnevitch (ru)
- Décors : Ivan Plastinkin
- Montage : Lydia Lysenkova
- Musique : Roman Ledenev
- Son : Olga Oupenik
- Chef d'orchestre : Veronika Doudarova
- Producteur exécutif : Valentin Maslov
- Durée : 85 minutes
- Format : 1.37 : 1 - Mono - 35 mm - Noir et Blanc
- Pays d'origine : Union soviétique
- Genre : Film dramatique
- Année de sortie : 1966

## Distribution
- Maïa Boulgakova : Nadezhda Petroukhina
- Zhanna Bolotova : Tania Petroukhina
- Vladimir Gorelov : Igor, le mari de Tania
- Sergueï Nikonenko : Serguei Bystriakov
- Panteleïmon Krymov (ru) : Pavel Gavrilovitch, directeur de musée
- Olga Gobzeva : la journaliste
- Nikolaï Grabbe : Konstantin Mikhaïlovitch
- Evgueni Evstigneïev : Micha, invité d'une soirée
- Arkadi Troussov (ru) : Morozov
- Iouri Medvedev (ru) : Boris Grigorievitch

## Commentaires
Les Ailes de Larissa Chepitko est, suivant l'avis de Marcel Martin, l'émouvant portrait d'une femme (...) qui n'est plus en phase avec son époque.
Le critique italien Gianni Buttafava écrit : « L'œil féminin de Larissa Chepitko scrute dans l'âme féminine de la femme-héros, morte parmi les vivants, avec une délicatesse et une implacabilité sans précédent, saisissant de subtiles nuances comme le refus dédaigneux de la pitié qui alterne avec la pénible recherche d'un peu de charité, composant (...) un personnage-guide, extrêmement précieux pour une analyse profonde des causes d'une rupture entre générations qui n'est pas seulement idéologique, mais aussi humaine. »